# 1565
1565 (MDLXV) var ett normalår som började en måndag i den julianska kalendern.

## Händelser

### Januari
- Januari – Svenskarna under Klas Kristersson (Horn) förhärjar Skåne och Halland.

### April
- 27 april – Filippinerna blir en del av Vicekungadömet Nya Spanien.[1]

### Maj
- 21 maj – Svenskarna besegrar danskarna i sjöslaget vid Pommerska vallen.
- 27 maj – Svenska flottan under Krister Horn lägger sig utanför Köpenhamn och uppbär tull från de fartyg som passerar Öresund.

### Juni
- 4 juni – Sjöslaget utanför Bukow, mellan svenskarna och danskarna, slutar oavgjort.[2]
- 9 juni – Ytterligare en fiende, resterna av Tyska orden (Hovmännen), erövrar Pärnu i Livland från svenskarna.

### Juli
- 7 juli – Svenskarna besegrar danskarna i sjöslaget vid Bornholm.[2]
- Juli – Danskarna bränner gamla Lödöse.

### Augusti
- 13 augusti – Svenskarna besegrar polackerna i slaget vid Obermühlenberg.
- 27 augusti – Svenskarna inleder en belägring av Varberg, och sätter eld på staden.[2]
- 28 augusti – Varbergs stad kapitulerar för svenskarna.[2]

### September
- 8 september – Cecilia Vasa och hennes man med följe anländer till England efter en tio månader lång resa.

### Oktober
- 18 oktober – Danskarna försöker återta Varberg, men detta avbryts.
- 20 oktober – Svenskarna besegras av danskarna under Daniel Rantzau i slaget vid Axtorna i Halland.

### Okänt datum
- Fransmannen Pontus De la Gardie går i svensk tjänst.
- Sverige hemsöks av pesten.

## Födda
- 6 oktober – Marie de Gournay, fransk författare och feminist.
- 10 november – Laurentius Paulinus Gothus, svensk ärkebiskop 1637–1646.
- Maria Pita, spansk nationalhjältinna.

## Avlidna
- 5 maj – Munjeong, koreansk drottning och regent.
- 9 december – Pius IV, född Giovanni Angelo de' Medici, påve sedan 1559.
- 13 december – Conrad Gesner, schweizisk naturforskare.
- Jean Goujon, fransk skulptör.

### Fotnoter
1. ↑  ”World Statesmen (läst 4 april 2011)”. http://www.worldstatesmen.org/Philippines.htm.
2. 1 2 3 4  Berättelser ur Swenska historien. C. G. Starbäck